# William Goebel
William Justus Goebel (4 de janeiro de 1856 – 3 de fevereiro de 1900) foi um político dos Estados Unidos e o 34º governador do Kentucky por alguns dias em 1900, depois de ter sido mortalmente ferido por um assassino no dia anterior ele foi empossado. Goebel continua a ser o único governador do Estado nos Estados Unidos a ser assassinado durante o governo.
Um político hábil, Goebel era um bom mediador com seus colegas legisladores e igualmente capaz para abandonar ofertas em função do outra melhor. Sua tendência a usar máquinas políticas do estado para avançar em sua plataforma pessoal lhe rendeu o apelido de "Bill Boss", "the Kenton King", "Kenton Czar", "rei William I" e "William, o Conquistador".
A personalidade agressiva de Goebel ocasionou muitas inimizades políticos, mas defendendo causas populistas, como o regulamento da estrada de ferro, também lhe rendeu muitos amigos. Esse conflito de opiniões veio à tona na eleição para governador de Kentucky de 1899. Goebel, um democrata, dividiu seu partido com táticas políticas egoístas em um momento em que os republicanos de Kentucky estavam ganhando força, por terem eleito o primeiro governador do partido quatro anos antes. Estas dinâmicas levaram a uma disputa acirrada e estreita entre Goebel e William S. Taylor. No clima politicamente caótico que resultou, Goebel, foi assassinado. A identidade de seu assassino permanece um mistério.

## Início da vida
Wilhelm Justus Goebel nasceu em 4 de janeiro de 1856, na cidade de Albany na Pennsylvania, filho de Wilhelm (William) e Augusta (Groenkle) Goebel, imigrantes de Hanôver, Alemanha. O primeiro de quatro filhos, nasceu prematuro em dois meses e pesava menos de três quilos. Enquanto seu pai servia como contratado na Companhia B do 82º de Infantaria da Pensilvânia durante a Guerra Civil Americana, a mãe de Goebel criou os filhos sozinha, ensinando-lhes muito sobre sua cultura alemã. Wilhelm falou apenas alemão até seis anos de idade, mas abraçou a cultura de seu país de nascimento, incluindo a adoção da ortografia inglesa de seu nome.

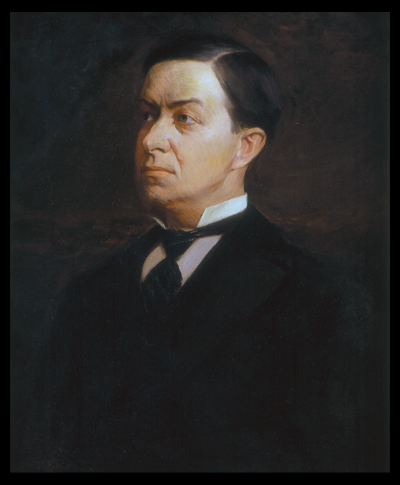
William J. Goebel.

O pai de Goebel mudou-se com a família para Covington, Kentucky em seu retorno do serviço militar em 1863. Ainda jovem William frequentou a escola em Covington e tornou-se aprendiz de joalheiro em Cincinnati, Ohio. Abandonou essa profissão e após um breve período na Hollingsworth Business College, tornou-se um aluno de advocacia de John W. Stevenson, que serviu como governador de Kentucky de 1871 a 1877. Goebel então tornou-se sócio de advocacia de Stevenson. Após se formar na Faculdade de direito de Cincinnati em 1877, Goebel matriculou-se no Kenyon College em Gambier, Ohio, mas precisou abandonar o  curso para sustentar sua família após a morte de seu pai. Após alguns anos de atividade privada, Goebel fez parceria por cinco anos, com o representante do estado de Kentucky John G. Carlisle, em seguida, voltou para advocacia como sócio de Stevenson em Covington.

## Características pessoais
Goebel nunca foi conhecido como uma pessoa particularmente genial em público. Ele pertencia a poucas organizações sociais e não cumprimentva nenhum de seus amigos mais próximos, com um sorriso ou aperto de mão. Ele raramente manteve romance com alguma mulher, sendo o único governador do Kentucky que nunca se casou. Suas características físicas eram agravadas por sua natureza taciturna. O jornalista Irvin S. Cobb comentou que a aparência do Goebel foi "reptiliana", enquanto outros comentaram sobre seu desdenhosos lábios, nariz afiado e olhos mal humorados. Também não era Goebel um talentoso orador público, evitando floreios e gestos, contava com sua voz profunda e poderosa, com forte objetividade logo mostrava suas ideias.
Aquilo que faltava nas qualidades sociais comuns aos políticos, uma característica de Goebel serviu na arena política, seu intelecto. Goebel era reconhecidamente culto, tanto por apoiantes como por opositores, ambos admitiam que sua forma de raciocinar era impressionante. Cobb concluiu que ele nunca havia ficado mais impressionado com a inteligência de um homem da que ele viu em Goebel.

## Carreira política
Em 1887 James W. Bryan renunciou o cargo no Senado para assumir como vice-governador de Kentucky. Goebel decidiu procurar a eleição para a vaga que representava a área de Covington. Sua plataforma sobre o regulamento de ferrovias e defesa causas trabalhistas, combinadas com a influência de Stevenson, seu antigo sócio, deveria ter dado para Goebel uma vitória fácil, mas isso não aconteceu. Um terceiro partido político, o Union Labor, tinha subido ao poder na área com uma plataforma semelhante a de Goebel. No entanto, enquanto Goebel tinha que ficar perto de seus aliados do Partido Democrata, o Union Labor cortejou os votos dos democratas e republicanos, então assim se fez uma eleição apertada em que Goebel ganhou por apenas cinqüenta e seis votos.

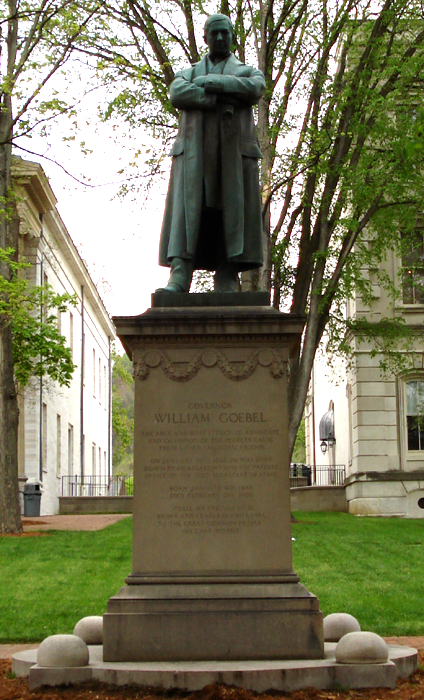
Uma estátua de Goebel fica em frente ao antigo Capitólio de Estado em Frankfort.

Com apenas dois anos restantes do mandato do ex-senador Bryan para distinguir-se para uma tentativa de reeleição, Goebel mirou em um alvo grande e popular:a Louisville e Nashville Railroad. Uma proposta de legisladores pro-railroad foi aprovada na câmara dos representantes do Kentucky para abolir a Comissão de Ferrovias do estado de Kentucky, sendo após enviada para o Senado. O senador Cassius M. Clay respondeu propondo uma Comissão para investigar o "lobby" da indústria ferroviária. Goebel serviu no comitê que fez significativas descobertas de violações pelo "lobby" da indústria ferroviária. Goebel também ajudou a derrotar o projeto de lei para abolir a Comissão de estrada de ferro no Senado. Essas ações o tornaram um herói em seu distrito. Ele candidatou-se para um mandato completo como senador sem oposição em 1889, bem como obteve outro mandato em 1893 com uma margem de 3 para 1 um sobre seu adversário republicano.
Em 1890 Goebel foi um delegado para quarta Convenção constitucional que produziu a atual carta de estado de Kentucky. Apesar da grande honra de ser escolhido como um delegado, Goebel mostrou pouco interesse em participar no processo de criação de uma nova Constituição. A sessão convencional esteve reunida por 250 dias. Goebel estave presente apenas 100 deles. Ele fez, no entanto, com sucesso assegurar a inclusão da Comissão de estrada de ferro na nova Constituição. Como uma entidade constitucional, a Comissão só poderia ser abolida por uma alteração ratificada pelo voto popular. Isso efetivamente protegia a Comissão de nunca ser unilateralmente dissolvida pela assembleia geral.

### Duelo com John Sanford
Em 1895 Goebel envolveu-se no que muitos observadores consideraram um duelo com o General John Lawrence Sanford. Sanford, um ex-confederado e político que tornou-se banqueiro, já havia divergido de Goebel antes. A campanha bem sucedida de Goebel para remover alguns dos pedágios no Kentucky tinha prejudicado Sanford em boa quantia financeira. Mais tarde, acreditava-se amplamente que Sanford bloqueou a nomeação de Goebel para a Corte de Apelações de Kentucky, então o mais alto Tribunal do estado. Em resposta a isso, Goebel tinha escrito um artigo em um jornal local, referindo-se a Sanford como "John gonorréia".
O duelo aconteceu quando Goebel e dois de seus conhecidos foram descontar um cheque em Covington. Goebel sugeriu evitarem o banco de Sanford, mas Sanford estava em frente ao banco, interpelando o trio em conversações antes que pudessem atravessar a rua para outro estabelecimento. Após Sanford cumprimentar os amigos de Goebel, ele ofereceu para este a sua mão esquerda, sua mão direita estava em uma pistola em seu bolso. Goebel, percebendo isso e também estando armado, segurou sua pistola em seu bolso. Sanford perguntou para Goebel: "Eu creio que você assume a autoria deste artigo?" "Sim", respondeu Goebel. Testemunhas concordam que ambos dispararam suas armas, mas ninguém poderia dizer que disparou primeiro. Goebel estava ileso, uma única bala passou por seu casaco e rasgou suas calças, enquanto Sanford foi atingido na cabeça. Ele morreu cinco horas depois. Embora Goebel fosse absolvido, suplicando legítima defesa, o incidente iria manchar sua futura carreira política. A absolvição também foi significativa, uma vez que havia proibições de duelo na constituição de Kentucky. Se Goebel fosse condenado ele não seria elegível para cargos públicos.

### Lei eleitoral de Goebel
Democratas, que controlavam a assembleia geral, acreditavam que os comissários de eleição dos condados tinham sido injustos em selecionar funcionários eleitorais locais, bem como que esta injustiça contribuiu para a eleição do governador republicano William O'Connell Bradley em 1895 e do presidente republicano William McKinley em 1896. Goebel propôs um projeto de lei, conhecido como "Lei eleitoral de Goebel", que foi aprovado através de afinidade partidária, bem como derrubou o veto do governador Bradley. A lei criou uma comissão de eleição estadual constituída por três membros, nomeados pela assembleia geral, para selecionar os comissários de eleição dos condados. Este sistema provou ser apenas tão manipulável quanto aquele que substituiu, permitindo que a Assembléia controlada pelos democratas nomeassem colegas de partido para a Comissão eleitoral.
Muitos eleitores condenaram o projeto de lei como uma tentativa egoísta de Goebel para aumentar seu poder político, dessa forma o Conselho eleitoral permaneceu como questão controversa até sua extinção em uma sessão especial do legislativo em 1900. Apesar de assumir a função de presidente Pro Tempore (cargo mais alto no senado) em 1896, Goebel tornou-se objeto de muita oposição nos círculos eleitorais de ambos partidos de Kentucky após a aprovação da lei.

### Eleição para governador de 1899
Três candidatos procuraram a indicação democrata para governador na Convenção do partido de 1899 em Louisville, Goebel, Wat Hardin e William J. Stone. Quando Hardin surgiu como o favorito para a nomeação, Stone e Goebel decidiram trabalhar juntos contra ele. Apoiadores de Stone que apoiariam a escolha de Goebel de alguém para presidir a convenção. Em troca, metade dos delegados de Louisville, que foram compromissados em favor de Goebel, votariam para designar Stone para governador. Goebel então sairia da disputa, mas seria permitido que indicasse muitos outros concorrentes da chapa. Como a combinação tornou-se conhecida e espalhada na Convenção, Hardin saiu da disputa, acreditando que ele iria ser superado pela Aliança Stone–Goebel.
Mas Goebel assumiu um risco calculado, não cumpriu o acordo uma vez que seu escolhido foi instalado como Presidente. Hardin, vendo que Stone tinha sido traído e acreditando que ele ainda era capaz de garantir a nomeação, regressou para a disputa. Após vários sufrágios caóticos que resultaram em nenhuma maioria clara para qualquer um dos três, o presidente escolhido pelo Goebel anunciou que o candidato com a menor votação total na próxima rodada seria retirado da disputa. Que acabou por ser Stone. Isso colocou os apoiadores de Stone em uma posição difícil. Uma vez que eles foram forçados para escolher entre Hardin, que era visto como um mandalete do setor ferroviário, ou Goebel, que só havia escolhido o presidente convencional. No final, muitos ficaram ao lado de Goebel dando-lhe a nomeação. Goebel's tactics, while not illegal, were unpopular with many and fractured the party. A tática de Goebel, embora não ilegal, eram impopular para muitos e dividiu o partido. Uma facção descontente que se autodenominou os "Honest Election Democrats" realizou uma convenção separada em Lexington e indicou John Y. Brown para governador.
Nas eleições gerais, o republicano William S. Taylor derrotou ambos candidatos democratas, mas a diferença sobre Goebel era apenas 2.383 votos. Democratas na assembleia geral começaram apresentar acusações de irregularidades de votos em alguns condados, mas numa decisão surpresa, a Comissão Eleitoral criada pela "lei de Goebel" e constituída por três democratas escolhidos por Goebel, decidiu por 2-1 que deviam apenas recontar os votos contestados, indicando que a lei não deu para eles nenhum poder legal para reverterem os resultados oficiais dos condados e a Constituição de Kentucky dispunha que o poder de rever a eleição pertencia para a assembleia geral. O assembleia invalidou votos suficientes para reverter o resultado da eleição em favor de Goebel. Os republicanos minoritários na Assembleia ficaram indignados, como também ficaram os eleitores das áreas tradicionalmente republicanas. Por vários dias, o estado ficou à beira de uma possível guerra civil.

## Assassinato e consequências

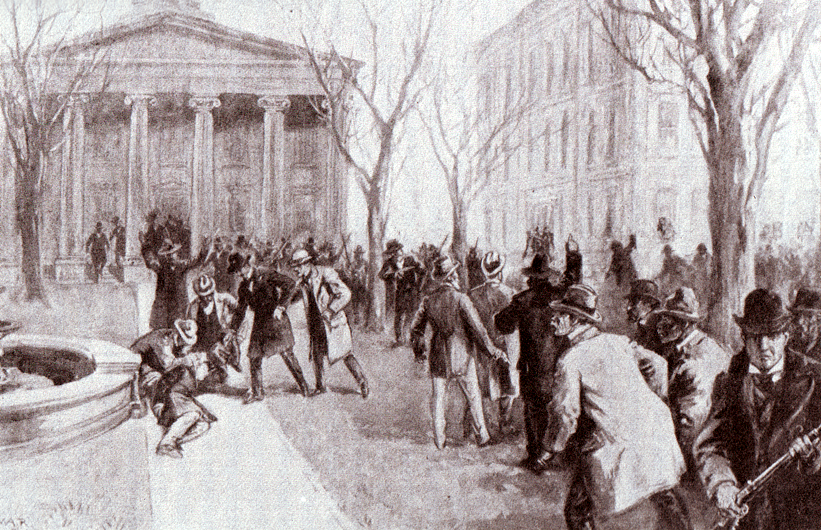
Um esboço do assassinato de Goebel que apareceu em Harper's Weekly em 1900

Enquanto os resultados das eleições permaneceram controversos e em disputa, Goebel, apesar de ser advertido de uma trama de assassinato contra ele, caminhava ladeado por dois guarda-costas para o Old State Capitol na manhã de 30 de janeiro de 1900. Conflituosos são os relatos sobre o que aconteceu depois, mas cinco ou seis tiros foram disparados das cercanias do prédio da sede do estado, um dos disparos atingiu Goebel no peito ferindo-o seriamente. Taylor, o governador em exercício, enquanto se aguardava uma decisão final sobre a eleição, chamou a milícia e convocou uma Assembleia Geral em sessão especial, não em Frankfort, mas em Londres no Kentucky, uma área de republicana. A minoria republicana atendeu o chamado e se dirigiu para Londres. Democratas resistiram ao chamado reunindo-se em Louisville, em vez disso. Ambas as facções alegaram a autoridade, mas os republicanos eram insuficientes para obter quórum.

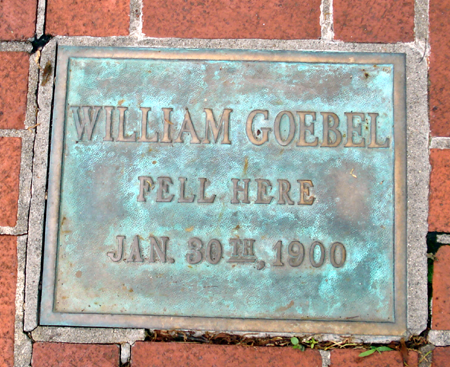
Em frente ao antigo capitólio foi colocada uma placa onde Goebel caiu após ser baleado.

Um dia após ser baleado, o moribundo Goebel foi empossado como governador. Em seu único ato nessa qualidade, Goebel assinou uma proclamação para dissolver a milícia chamada por Taylor, uma ordem que não foi atendida pelo comandante da força da republicana. Apesar dos cuidados de 18 médicos, Goebel morreu na tarde de 3 de fevereiro de 1900. Jornalistas lembram suas últimas palavras como "Dizer a meus amigos para serem corajosos, destemidos e leais ao povo comum". Cético Irvin S. Cobb descobriu outra história através de alguns que estiveram presentes na sala no momento. Após ter comido sua última refeição, o governador comentou supostamente "Doc, é ostra muito ruim" ("Doc, that was a damned bad oyster"). Em atendimento ao descontentamento de Goebel com a Louisville e Nashville Railroad, seu corpo foi transportado não pela linha ferroviária direta da "L & N", mas foi transferido para sua cidade natal, Covington, ao norte através do Ohio River até Cincinnati e após para Frankfort pela Queen and Crescent Railroad.

### Resolução da eleição
Com Goebel morto as tensões começaram a diminuir. A ideia do vice-governador de Goebel, J. C. W. Beckham, como governador foi mais aceitável para grande parte da oposição do que a guerra civil no estado, embora muitos deles pudessem ter preferido a guerra do que um governo de Goebel. Depois de uma longa reunião, um compromisso bipartidário foi elaborado para encerrar o assunto. Os termos continham o reconhecimento republicano da legitimidade da eleição de Goebel e, por consequência o direito de Beckham de governar. Os republicanos também iriam remover a milícia de Frankfort. Democratas, por sua vez, estenderam imunidade para qualquer oficial republicano supostamente ligado ao assassinato, cessariam a disputa eleitoral para outras Secretarias de estado e trabalhariam pela aprovação de um projeto de lei de reforma eleitoral apartidário. O acordo precisava apenas a assinatura de Taylor para se tornar eficaz. Inicialmente disposto a renunciar a seu cargo, Taylor voltou atrás e não assinou.
Sem acordo, ambos os lados concordaram em litigar as questão do compromisso. O Tribunal de Apelações do Kentucky decidiu que a Assembleia Geral tinha agido legalmente em declarar Goebel o vencedor da eleição. Dessa decisão houve recurso para a Suprema Corte dos Estados Unidos. Foram apresentados argumentos no caso (Taylor versus Beckham) em 30 de abril de 1900, então em 21 de maio os juízes decidiram por 8-1 não julgar o caso, mantendo a decisão do Tribunal de Justiça de Kentucky. O voto único e contrário foi  associado ao Juiz John Marshall Harlan, nascido em Kentucky.

### Investigações do crime
Durante a investigação de assassinato que se seguiu, a suspeita naturalmente caiu sobre o governador deposto Taylor, que fugiu para Indianápolis, Indiana, sob a ameaça iminente de acusação. O governador de Indiana se recusou a extraditar Taylor, então este nunca foi questionado sobre seu conhecimento da trama para matar Goebel. Taylor tornou-se um advogado bem sucedido em Indiana e foi perdoado através de indulto em 1909 pelo sucessor de Beckham, o republicano Augusto E. Willson.
Dezesseis pessoas, incluindo Taylor, foram indiciadas no assassinato do governador Goebel. Três aceitaram a imunidade de acusação em troca de testemunho (delação premiada). Apenas cinco nunca foram a julgamento, dois deles foram absolvidos. As condenações foram proferidas contra o Secretário de estado Caleb Powers, Henry Youtsey e Jim Howard Taylor. A acusação feita contra Caleb Powers foi de ser o mentor, pois tendo o adversário político de seu chefe morto, o governador Taylor, poderia permanecer no cargo. Youtsey foi um suposto intermediário, então sobre Howard, foi dito que estava em Frankfort em busca de indulto (perdão judicial) de Taylor pelo assassinato de um homem em uma disputa familiar, ele foi acusado de ser o real assassino.
As investigações eram repletas de irregularidades. Todos os três juízes foram democratas a favor de Goebel, bem como no corpo de jurado de 368 pessoas havia apenas oito republicanos. Republicanos apelaram sobre suas condenações aos tribunais revertendo para Powers e Howard, apesar de Powers ter tentado três vezes mais, o resultado foi duas condenações em um júri fechado e Howard foi julgado e condenado por mais duas vezes. Ambos os homens foram perdoados em 1908 pelo governador Augustus E. Willson.
Youtsey recebeu uma sentença de morte, não tendo recorrido, mas após dois anos de prisão, ele se converteu em testemunha protegida. Em um segundo julgamento de Howard, Youtsey afirmou que o ex-governador Taylor havia discutido a trama do assassinato com Youtsey e Howard. Ele apoiou as alegações da acusação que Taylor e Powers trabalharam os detalhes do crime, ele agiu como um intermediário e Howard disparou o tiro. Na Cruzamento de dados, a defesa apontou contradições nos detalhes da história de Youtsey, mas Howard ainda assim foi condenado. Youtsey estava em liberdade condicional em 1916 e foi perdoado em 1919 pelo governador democrata James D. Black.
A maioria dos historiadores concorda que o assassino do governador Goebel nunca vai ser conclusivamente identificado.

## Ler também
- Cobb, Irvin S. (1941). Exit Laughing. [S.l.]: The Bobbs-Merrill Company

## Fonte da tradução
- Este artigo foi inicialmente traduzido, total ou parcialmente, do artigo da Wikipédia em inglês cujo título é «William Goebel».